# 2024년 하계 올림픽 축구
2024년 하계 올림픽 축구(프랑스어: Football aux Jeux olympiques d'été de 2024)는 2024년 하계 올림픽의 정식 종목으로 진행된 축구 경기로 2024년 7월 24일부터 8월 10일까지 프랑스에서 열렸다. 
올림픽 개최 도시인 파리뿐만 아니라 마르세유, 데신샤르피외, 보르도, 생에티엔, 니스, 낭트에서도 경기가 개최되었다.
대한민국의 축구 대표팀은 2024 하계 올림픽 축구 예선에서 탈락하여 출전 자격이 없다.
여자부는 나이 제한과 상관 없이 선수 선발이 가능하다. 남자부 경기의 경우 24세 이하(2000년 12월 31일 이후 출생)로 나이 제한을 두되, 23세를 초과하는 선수 세 명을 와일드카드로 선발할 수 있다.
남자부 대회의 지난 우승팀은 브라질이며 여자부 대회의 지난 우승팀은 캐나다이다.

## 경기장
| 마르세유               | 데신샤르피외           | 파리                  | 보르도                |
| ---------------------- | ---------------------- | --------------------- | --------------------- |
| 스타드 벨로드롬        | 파르크 올랭피크 리요네 | 파르크 데 프랭스      | 누보 스타드 드 보르도 |
| 수용인원: 67,394명     | 수용인원: 59,186명     | 수용인원: 47,929명    | 수용인원: 42,115명    |
|                        |                        |                       |                       |
| 생에티엔               | 니스                   | 낭트                  |                       |
| 스타드 조프루아 기샤르 | 스타드 드 니스         | 스타드 드 라 보주아르 |                       |
| 수용인원: 41,965명     | 수용인원: 36,178명     | 수용인원: 35,322명    |                       |
|                        |                        |                       |                       |

## 메달리스트
| 종목        | 금           | 은           | 동           |
| ----------- | ------------ | ------------ | ------------ |
| 남자 자세히 | 스페인 (ESP) | 프랑스 (FRA) | 모로코 (MAR) |
| 여자 자세히 | 미국 (USA)   | 브라질 (BRA) | 독일 (GER)   |